# Lindsay Rose
Lindsay Rose (Rennes, 1992. február 8. –) francia születésű mauritiusi válogatott labdarúgó, a lengyel Legia Warszawa hátvédje.

## Pályafutása

### Klubcsapatokban
Rose a franciaországi Rennes városában született. Az ifjúsági pályafutását a helyi CPB Rennes és Rennes csapatában kezdte, majd 2008-ban a Laval akadémiájánál folytatta.
2010-ben mutatkozott be a Laval másodosztályban szereplő felnőtt csapatában. 2013-ban az első osztályú Valenciennes, majd 2014-ben a Lyon szerződtette. 2016-ban a Lorienthez igazolt. Először a 2016. február 3-ai, PSG ellen 3–1-re elvesztett mérkőzésen lépett pályára. Első gólját 2017. december 8-án, a Sochaux ellen 2–1-re megnyert találkozón szerezte meg. 2017-ben a Bastia, majd 2019-ben a Árisz csapatát erősítette kölcsönben. A lehetőséggel élve, 2019-ben a görög klubhoz csatlakozott. 2019. augusztus 24-én, az ÓFI Kréta ellen 1–1-es döntetlennel zárult bajnokin debütált.
2021. július 1-jén hároméves szerződést kötött a lengyel első osztályban érdekelt Legia Warszawa együttesével. Először a 2021. július 24-ei, Wisła Płock ellen 1–0-ra megnyert mérkőzésen lépett pályára. Első ligagólját 2022. augusztus 19-én, a Górnik Zabrze ellen 2–2-es döntetlennel zárult találkozón szerezte meg.

### A válogatottban
Rose az U18-astól az U21-esig minden korosztályú válogatottban képviselte Franciaországot.
2018-ban debütált a mauritiusi válogatottban. Először a 2018. március 22-ei, Makaó ellen 1–0-ra megnyert barátságos mérkőzésen lépett pályára.

## Statisztikák
2022. november 8. szerint

| Klub                | Szezon   | Osztály             | Bajnokság | Bajnokság | Kupa és ligakupa | Kupa és ligakupa | Nemzetközi | Nemzetközi | Összesen | Összesen |
| Klub                | Szezon   | Osztály             | Meccs     | Gól       | Meccs            | Gól              | Meccs      | Gól        | Meccs    | Gól      |
| ------------------- | -------- | ------------------- | --------- | --------- | ---------------- | ---------------- | ---------- | ---------- | -------- | -------- |
| Laval               | 2009–10  | Ligue 2             | 1         | 0         | 0                | 0                | —          | —          | 1        | 0        |
| Laval               | 2010–11  | Ligue 2             | 22        | 1         | 0                | 0                | —          | —          | 22       | 1        |
| Laval               | 2011–12  | Ligue 2             | 29        | 2         | 2                | 0                | —          | —          | 31       | 2        |
| Laval               | 2012–13  | Ligue 2             | 17        | 0         | 1                | 0                | —          | —          | 18       | 0        |
| Laval               | Összesen | Összesen            | 69        | 3         | 3                | 0                | 0          | 0          | 72       | 3        |
| Valenciennes        | 2012–13  | Ligue 1             | 15        | 1         | 0                | 0                | —          | —          | 15       | 1        |
| Valenciennes        | 2013–14  | Ligue 1             | 9         | 0         | 0                | 0                | —          | —          | 9        | 0        |
| Valenciennes        | Összesen | Összesen            | 24        | 1         | 0                | 0                | 0          | 0          | 24       | 1        |
| Lyon                | 2014–15  | Ligue 1             | 15        | 0         | 1                | 0                | 2          | 0          | 18       | 0        |
| Lyon                | 2015–16  | Ligue 1             | 1         | 0         | 0                | 0                | —          | —          | 1        | 0        |
| Lyon                | Összesen | Összesen            | 16        | 0         | 1                | 0                | 2          | 0          | 19       | 0        |
| Lorient             | 2015–16  | Ligue 1             | 10        | 0         | 2                | 0                | —          | —          | 12       | 0        |
| Lorient             | 2016–17  | Ligue 1             | 3         | 0         | 1                | 0                | —          | —          | 4        | 0        |
| Lorient             | 2017–18  | Ligue 2             | 20        | 4         | 4                | 0                | —          | —          | 24       | 4        |
| Lorient             | 2018–19  | Ligue 2             | 4         | 1         | 4                | 0                | —          | —          | 8        | 1        |
| Lorient             | Összesen | Összesen            | 37        | 5         | 11               | 0                | 0          | 0          | 48       | 5        |
| Bastia (kölcsönben) | 2016–17  | Ligue 1             | 9         | 0         | 0                | 0                | —          | —          | 9        | 0        |
| Árisz (kölcsönben)  | 2018–19  | Super League Greece | 13        | 2         | 0                | 0                | —          | —          | 13       | 2        |
| Árisz               | 2019–20  | Super League Greece | 34        | 3         | 6                | 0                | 4          | 0          | 44       | 3        |
| Árisz               | 2020–21  | Super League Greece | 34        | 2         | 4                | 0                | 1          | 0          | 39       | 2        |
| Árisz               | Összesen | Összesen            | 81        | 7         | 10               | 0                | 5          | 0          | 96       | 7        |
| Legia Warszawa      | 2021–22  | Ekstraklasa         | 19        | 0         | 4                | 1                | 1          | 0          | 24       | 1        |
| Legia Warszawa      | 2022–23  | Ekstraklasa         | 12        | 1         | 3                | 1                | —          | —          | 15       | 2        |
| Legia Warszawa      | Összesen | Összesen            | 31        | 1         | 7                | 2                | 1          | 0          | 39       | 3        |
| Összesen            | Összesen | Összesen            | 267       | 17        | 32               | 2                | 8          | 0          | 307      | 19       |

### A válogatottban
| Válogatott | Év       | Pályára lépés | Gól |
| ---------- | -------- | ------------- | --- |
| Mauritius  | 2018     | 3             | 0   |
| Mauritius  | 2019     | 2             | 0   |
| Mauritius  | 2022     | 1             | 0   |
| Összesen   | Összesen | 6             | 0   |

## Sikerei, díjai
Lyon
- Ligue 1
  - Ezüstérmes (1): 2014–15

Legia Warszawa
- Lengyel Kupa
  - Győztes (1): 2022–23

- Lengyel Szuperkupa
  - Döntős (1): 2021

## Fordítás
Ez a szócikk részben vagy egészben  a   Lindsay Rose című angol Wikipédia-szócikk fordításán alapul.  Az eredeti cikk szerkesztőit annak laptörténete sorolja fel. Ez a jelzés csupán a megfogalmazás eredetét és a szerzői jogokat jelzi, nem szolgál a cikkben szereplő információk forrásmegjelöléseként.